# لوور برولی (داکوتای جنوبی)
لوور برولی(به انگلیسی: Lower Brule) شهری در ایالت داکوتای جنوبی کشور ایالات متحده آمریکا است که جمعیت آن در سرشماری سال ۲۰۱۰ میلادی، ۶۱۳ نفر بوده‌است.